# Gunnar Biller
Gunnar Olaus Biller, född 15 januari 1890 i Stockholm, död 29 april 1940 i Göteborg, var en svensk språkman.
Gunnar Biller var som till kamreraren Tuve Olsson Biller. Efter studentexamen i Stockholm 1907 studerade han vid Göteborgs högskola och blev filosofie magister 1910, filosofie licentiat 1915, filosofie doktor med avhandlingen Étude sur le style des premiers romans français 1916 och 1917 docent i franska språket och litteraturen. Han var senare flera gånger tillförordnad professor i franska. 1917–1922 och 1924–1926 var Biller lärare vid Högre latinläroverket och var från 1926 adjunkt i engelska och franska där. Han företog flera studieresor särskilt till Frankrike, och var från 1935 ordförande i Alliance Française de Göteborg. Han utgav flera inom skolorna allmänt använda läroböcker, bland annat Fransk elementarbok (1927; 7:e upplagan 1939), Kortfattad fransk skolgrammatik (1927, 6:e upplagan 1939), tillsammans med Christer Thorn Fransk skolgrammatik (1929, 6:e upplagan 1940), La vie française (1934) och Pages modernes (1937). Han var även medarbetare i Johan Visings Fransk-svensk ordbok (1936).